# TT14
TT14 (Theban Tomb 14; Thebanisches Grab 14) befindet sich in der Nekropole von Theben (Ägypten) in dem Dra Abu el-Naga genannten Abschnitt. Das Grab gehört dem Priester des Amenophis, dem Bild des Amun, Huy. Huy datiert wahrscheinlich in die 19. Dynastie (Neues Reich).

## Grabanlage
Bei dem Grab des Huy handelt es sich streng genommen bisher nur um eine in den Felsen gehauene Grabkapelle, die aus einem dekorierten Raum und weiteren, bisher nicht genauer untersuchten Räumen besteht. Die Grabkammer wurde bisher noch nicht gefunden und ausgegraben. Der erste Raum der Kapelle ist ausgemalt, wobei die Dekoration nur zum Teil erhalten ist. An der Südwand findet man eine Szene, wie der Sarg des Huy gezogen wird. Es finden sich die Reste einer Widdergottheit in einem Schrein und die Darstellung einer Statue von Amenophis I., die von einigen Männern getragen wird. Einze Szene auf der Nordwand zeigt den Toten beim Totengericht. Es finden sich Bilder von Bestattungsfeierlichkeiten und Huy im Zusammensein mit seiner Familie. Schließlich sind wiederum Amenophis I. und seine Mutter Ahmose Nefertari als Statuen dargestellt. An der Decke findet sich zweimal Huy beim Anbeten des Sonnengottes, einmal im Namen des Amun-Re-Harachte und einmal als Harachte-Atum. Die Malereien der Grabkapelle sind zum Teil nicht fertiggestellt worden und nur in Umrissen ausgeführt. In den hinteren Räumen fanden sich spätere Bestattungen, die belegen, dass das Grab in späterer Zeit wiederverwendet wurde.